# Адрієн Тео
Адрієн Тео (18 вересня 1984 , Тарб ) - французький гірськолижник, бронзовий призер чемпіонату світу 2015 року в супергіганті, учасник зимових Олімпійських ігор 2010, 2014 і 2018 років, переможець трьох етапів Кубка світу. Спеціаліст зі швидкісних дисциплін.

## Спортивна кар'єра
У Кубку світу Тео дебютував 2004 року, а в грудні 2010-го вперше потрапив до трійки найкращих на етапі. Загалом на сьогодні 13 разів потрапляв до трійки найкращих на етапах Кубка світу, зокрема тричі перемагав. Найкраще досягнення в загальному заліку Кубка світу - 11-те місце в сезоні 2015-2016.
На Олімпіаді-2010 у Ванкувері стартував у трьох дисциплінах: швидкісному спуску - 16-те місце, комбінації - 12-те, супергіганті - 13-те.
На Олімпійських іграх 2014 в Сочі показав такі результати: швидкісний спуск – 18-те місце, супергігант – 11-те, суперкомбінація – 17-те.
Взяв участь у зимових Всесвітніх військово-спортивних іграх 2010 року, де виборов золоту медаль у гігантському слаломі.
Використовує лижі та черевики виробництва фірми Salomon.

## Результати в Кубку світу
Усі результати наведено за даними Міжнародної федерації лижного спорту.

### Підсумкові місця в Кубку світу за роками
| Сезон | Вік | Загальний залік | Слалом | Гігантський слалом | Супергігант | Швидкісний спуск | Гірськолижна комбінація |
| ----- | --- | --------------- | ------ | ------------------ | ----------- | ---------------- | ----------------------- |
| 2006  | 21  | 115             | —      | —                  | —           | —                | 31                      |
| 2007  | 22  | 98              | —      | —                  | 42          | —                | 27                      |
| 2008  | 23  | 61              | —      | —                  | 43          | 27               | 26                      |
| 2009  | 24  | 44              | —      | —                  | 33          | 18               | 27                      |
| 2010  | 25  | 28              | —      | 41                 | 16          | 27               | 19                      |
| 2011  | 26  | 12              | —      | —                  | 10          | 6                | 15                      |
| 2012  | 27  | 14              | —      | —                  | 9           | 11               | 8                       |
| 2013  | 28  | 15              | —      | —                  | 5           | 7                | 18                      |
| 2014  | 29  | 16              | —      | —                  | 16          | 10               | 13                      |
| 2015  | 30  | 22              | —      | —                  | 7           | 18               | 22                      |
| 2016  | 31  | 11              | —      | —                  | 7           | 7                | 6                       |
| 2017  | 32  | 22              | —      | —                  | 17          | 9                | —                       |
| 2018  | 33  | 18              | —      | —                  | 10          | 9                | —                       |
| 2019  | 34  | 32              | —      | —                  | 15          | 18               | —                       |
| 2020  | 35  | 47              | —      | —                  | 21          | 19               | —                       |
| 2021  | 36  | 52              | —      | —                  | 25          | 29               | —                       |

Станом на 20 грудня 2020

### П'єдестали в окремих заїздах
- 3 перемоги – (3 ШС)
- 13 п'єдесталів – (6 ШС, 6 СГ, 1 ГК)

| Сезон | Дата              | Місце проведення          | Дисципліна       | Місце |
| ----- | ----------------- | ------------------------- | ---------------- | ----- |
| 2011  | 4 грудня 2010     | Бівер Крік (США)          | Супергігант      | 2-ге  |
| 2011  | 22 січня 2011     | Кіцбюель (Австрія)        | Швидкісний спуск | 3-тє  |
| 2011  | 16 березня 2011   | Ленцергайде (Швейцарія)   | Швидкісний спуск | 1-ше  |
| 2012  | 27 листопада 2011 | Озеро Луїза (Канада)      | Супергігант      | 3-тє  |
| 2012  | 11 лютого 2012    | Сочі (Росія)              | Швидкісний спуск | 3-тє  |
| 2012  | 25 лютого 2012    | Кранс-Монтана (Швейцарія) | Супергігант      | 2-ге  |
| 2013  | 25 листопада 2012 | Озеро Луїза (Канада)      | Супергігант      | 2-ге  |
| 2013  | 2 березня 2013    | Квітф'єлл (Норвегія)      | Швидкісний спуск | 1-ше  |
| 2014  | 30 листопада 2013 | Озеро Луїза (Канада)      | Швидкісний спуск | 3-тє  |
| 2014  | 20 грудня 2013    | Валь-Гардена (Італія)     | Супергігант      | 3-тє  |
| 2015  | 22 лютого 2015    | Зальбах (Австрія)         | Супергігант      | 2-ге  |
| 2016  | 29 грудня 2015    | Санта-Катерина (Італія)   | Швидкісний спуск | 1-ше  |
| 2016  | 15 січня 2016     | Венґен (Швейцарія)        | Суперкомбінація  | 3-тє  |

## Результати на чемпіонатах світу
Усі результати наведено за даними Міжнародної федерації лижного спорту.
| Рік  | Вік | Слалом | Гігантський слалом | Супергігант | Швидкісний спуск | Гірськолижна комбінація |
| ---- | --- | ------ | ------------------ | ----------- | ---------------- | ----------------------- |
| 2007 | 22  | —      | —                  | 26          | —                | 23                      |
| 2009 | 24  | —      | —                  | 21          | 5                | НФ2                     |
| 2011 | 26  | —      | —                  | 10          | НФ               | —                       |
| 2013 | 28  | —      | —                  | 9           | 10               | НФ2                     |
| 2015 | 30  | —      | —                  | 3           | 8                | —                       |
| 2017 | 32  | —      | —                  | 16          | 27               | 9                       |
| 2019 | 34  | —      | —                  | 5           | 15               | —                       |

## Результати на Олімпійських іграх
Усі результати наведено за даними Міжнародної федерації лижного спорту.
| Рік  | Вік | Слалом | Гігантський слалом | Супергігант | Швидкісний спуск | Гірськолижна комбінація |
| ---- | --- | ------ | ------------------ | ----------- | ---------------- | ----------------------- |
| 2010 | 25  | —      | —                  | 13          | 16               | 12                      |
| 2014 | 29  | —      | —                  | 11          | 18               | 17                      |
| 2018 | 33  | —      | —                  | 15          | 26               | —                       |